# 정조 어필 비망기
정조 어필 비망기(正祖 御筆 備忘記)는 경기도 수원시 팔달구, 수원화성박물관에 있는 비망기이다. 2014년 8월 29일 경기도의 유형문화재 제298호로 지정되었다.

## 개요
1796년(정조 20) 정조가 좌의정 채제공(蔡濟恭, 1720~1799)을 파직한다고 친히 어필로 작성한 비망기(備忘記)다. 비망기란 왕의 명령을 적어서 승정원 승지에게 전하던 문서다. 정조가 직접 쓴 비망기로는 유일하게 남아 있는 사례이며, 정조 말년의 원숙한 필체를 살펴볼 수 있다. 
1788년(정조 12) 번암(樊巖) 채제공은 1694년 갑술환국(甲戌換局) 이후 약 100여년 만에 남인(南人) 출신으로 우의정에 임명되었다. 1789년과 1790년 두 차례에 걸쳐 좌의정을 지내고 1793년 영의정에 올랐다가 1795년 다시 좌의정에 임명되었다. 이때 정조가 사간원 헌납 유하원(柳河源 1747~?)을 유배시킨 사건이 있었는데, 그를 가르친 적 있었던 채제공이 유하원을 두둔하자 화가 난 정조가 친히 어필로 비망기를 내려 채제공을 파직시켰다. 이 일로 채제공이 상소를 올려 견책을 청하자 정조는 채제공에 대한 믿음이 커서 책망한 말이 조금 지나쳤다며 위로하였다.

## 참고 문헌
- 정조 어필 비망기 - 국가유산청 국가유산포털